# قبایل موندا
قبایل موندا (انگلیسی: Munda people) گروه‌های قومی اولیهٔ هند هستند که به زبان‌هایی از خانوادهٔ زبان‌های آستروآسیایی سخن می‌گفته‌اند. قبائل موندا قبایل بومی هند پیش از مهاجرت دیگر اقوام بودند. افراد این قبیله باید اسم خانوادگی خود را حفظ کنند و نمی‌توانند آن را تغییر دهند، اسم خانوادگی هر شخصی از یک داستان و افسانهٔ قدیمی در مورد نیاکان آن‌ها سرچشمه می‌گیرد.

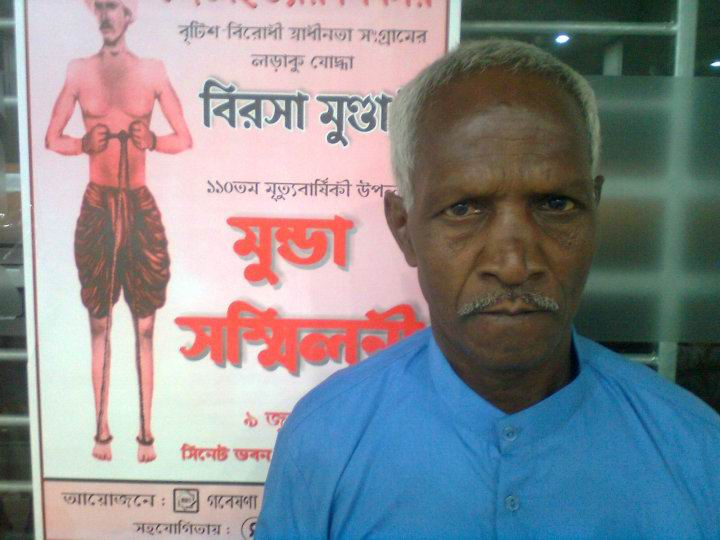
پیرمرد موندا